# 翼萼茶科
翼萼茶科只有1属7种，全部生长在在非洲的马达加斯加岛，是当地的特有种。
本科植物为小乔木或灌木；单叶互生，无托叶；花小，两性，花瓣5，花萼长；果实为蒴果。
1981年的克朗奎斯特分类法将其列在山茶科，1998年根据基因亲缘关系分类的APG 分类法认为应该单独分出一个科，放在石竹目中，2003年经过修订的APG II 分类法维持原分类。